# Yumi Egami
Yumi Egami, po mężu Maruyama (jap. 江上-丸山 由美 Egami-Maruyama Yumi; ur. 30 listopada 1957 w Tokio) – japońska siatkarka, medalistka igrzysk olimpijskich, mistrzostw świata, pucharu świata, igrzysk azjatyckich i mistrzostw Azji oraz wielokrotna mistrzyni Japonii.

## Życiorys
Egami urodziła się w tokijskim okręgu Setagaya. 1978 wraz z reprezentacją Japonii zdobyła srebrny medal na mistrzostwach świata odbywających się w Związku Radzieckim oraz złoty medal na Igrzyskach Azjatyckich w Bangkoku. Zdobyła srebrne medale podczas Pucharu Świata 1981 w rozgrywanego Osace oraz Igrzyskach Azjatyckich 1982 w Nowym Delhi. Tryumfowała podczas mistrzostw Azji 1983 w Fukuoce. Reprezentowała Japonię na Letnich Igrzyskach Olimpijskich 1984 odbywających się w Los Angeles, podczas których zagrała we wszystkich meczach turnieju, w tym zwycięskim pojedynku o brąz z reprezentacją Peru. Zdobyła srebro podczas mistrzostw Azji 1987 w Szanghaju. Wystąpiła na Igrzyskach Olimpijskich 1988 w Seulu, gdzie wstąpiła we wszystkich spotkaniach turnieju, w tym w przegranym meczu o 3. miejsce z Chinami.
W latach 1976–1985 była zawodniczką klubu Hitachi Belle Fille, z którym sześciokrotnie zdobyła mistrzostwo ligi japońskiej, w 1977, 1978, 1982, 1983, 1984 i 1985, a ponadto zajęła w tych rozgrywkach 2. miejsce w 1979 oraz 3. miejsce w 1981. Od 1986 była trenerką, a od 1987 do 1989 zawodniczką zespołu Odakyu Juno.
Jej mężem jest Takashi Maruyama, siatkarz i olimpijczyk.